# Чарторія (Люблінське воєводство)
Чарторія (пол. Czartoria) — село в Польщі, у гміні Мячин Замойського повіту Люблінського воєводства.
Населення — 80 осіб (2011).
У 1975-1998 роках село належало до Замойського воєводства.

## Демографія
Демографічна структура станом на 31 березня 2011 року:
|          | Загалом | Допрацездатний вік | Працездатний вік | Постпрацездатний вік |
| -------- | ------- | ------------------ | ---------------- | -------------------- |
| Чоловіки | 39      | 6                  | 24               | 9                    |
| Жінки    | 41      | 7                  | 19               | 15                   |
| Разом    | 80      | 13                 | 43               | 24                   |